# 15. Khordad (Flugabwehrraketensystem)
15. Khordad (persisch سامانه پدافند هوایی ۱۵ خرداد, deutsch für Flugabwehrsystem 15. Khordad) ist ein iranisches Langstrecken-Flugabwehrraketensystem. Das System wurde am 9. Juni 2019 der Öffentlichkeit vorgestellt. Es ist in der Lage Kampfflugzeuge, Drohnen und Marschflugkörper aufzuklären und zu bekämpfen.

## Technik
Das Flugabwehrraketensystem 15. Khordad wurde von Aerospace Industries Organization entwickelt und hergestellt. Es ist mit einem modernen Phased-Array-Radar-System mit dem Namen Najm-804 ausgestattet, welches sowohl die Zielerfassung und -verfolgung potentieller Bedrohungen durchführt. Hatami, General der iranischen Streitkräfte, berichtete bei der Vorstellung des Systems am 9. Juni 2019, dass es Kampfflugzeuge und Drohnen auf eine Entfernung von 150 km entdecken und sie auf eine Entfernung von 120 km mittels Sayyad-3-Boden-Luft-Raketen neutralisieren kann. Tarnkappenziele soll es in einem Bereich von 85 km orten und auf eine Distanz von 45 km zerstören können. Mit seinem Phased-Array-Radar-System soll es sechs Ziele mit jeweils zwei Raketen gleichzeitig bekämpfen können und soll darüber hinaus äußerst mobil und in nur fünf Minuten Vorbereitungszeit voll einsatzbereit sein. Das Radarsystem befindet sich zusammen mit dem Feuerleit- und Gefechtsstand auf einem einzigen Fahrzeug. Das System 15. Khordad kann sowohl Flugabwehrraketen vom Typ Sayyad-2 als auch vom Typ Sayyad-3 verwenden. Sayyad-2-Raketen haben eine Reichweite von bis zu 75 km, während Sayyad-3-Raketen Distanzen von ungefähr 120 km erreichen können. Es werden in diesem System drei Startfahrzeuge, welche über jeweils vier Raketenstartbehälter verfügen, eingesetzt.

## Nutzer
- Iran – Flugabwehrkräfte der iranischen Armee